# كتشويية
كتشويية هي قرية في مقاطعة لنجان، إيران. عدد سكان هذه القرية هو 2,550 في سنة 2006.